# Sackloch

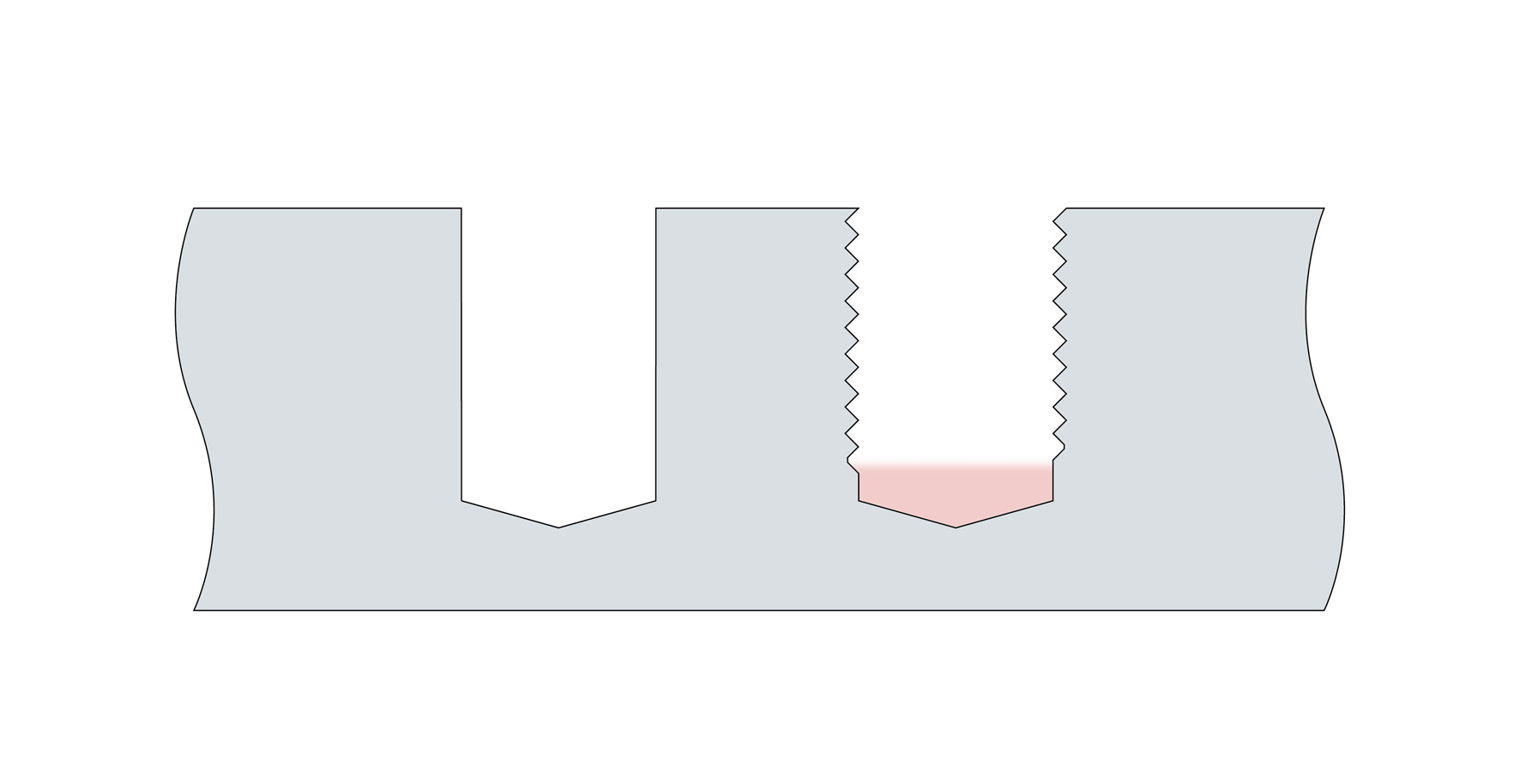
Links ein Sackloch als Kernloch, rechts mit geschnittenem Gewinde und dem rot markierten Grundloch

Als Sackloch, oder Sackbohrung, wird in der Fertigungstechnik eine Bohrung bezeichnet, die das Werkstück nicht vollständig durchdringt wie eine Durchgangsbohrung, also eine bestimmte Tiefe hat. Sacklöcher werden angebracht, wenn
- die Materialdicke des Werkstücks sehr groß und ein Durchbohren nicht notwendig ist (dann ist die Tiefe meist von untergeordneter Bedeutung) oder
- ein Durchbohren aus konstruktiven Gründen (Abdichtung, Stabilität, Betriebssicherheit, Aussehen) nicht gewollt ist. Dann muss die vorgesehene Tiefe exakt eingehalten werden.

Sacklöcher dienen meist der Befestigung oder Arretierung anderer Teile mittels Schrauben oder Stiften. Sie können mit Gewinde (sogenannte Sacklochgewinde) versehen, konisch oder zylindrisch ausgeführt und zur Herstellung einer Passung mit einer Reibahle aufgerieben werden.
In Holz werden Sacklöcher auch mit Hilfe von Forstnerbohrern hergestellt.
Wenn die Anforderungen an die Genauigkeit nicht zu hoch sind, können Sacklöcher in Gussteilen und in modernen Materialien wie Kunststoffen, Sinterwerkstoffen usw. auch direkt bei der Herstellung durch Gießen oder Pressen eingearbeitet werden. Gegebenenfalls ist dann eine Nachbearbeitung durch Aufbohren, Aufreiben oder Gewindeschneiden notwendig.
Um z. B. Eisenspäne, welche durch die Bohrung in Metallwerkstücken im Sackloch liegenbleiben, zu entfernen, wird ein Sackloch-Magnet verwendet. Alternativ können die Späne mit Druckluft ausgeblasen werden.
Im Bereich der Fertigung mehrlagiger Platinen (Multilayer) in der Elektrotechnik werden Sacklöcher benutzt, um eine Außenlage mit einer Innenlage zu verbinden und so z. B. einen Kontakt zwischen der ersten und zweiten Verdrahtungsebene herzustellen. Da die darunter befindlichen Lagen dann nicht durch ein Bohrloch betroffen sind, können dort im Gegensatz zu voll durchgebohrten Löchern (vollständige Vias) noch Leiterbahnen verlaufen.